# Franz Schönbeck
Franz Schönbeck (* 15. September 1931 in Essen; † 22. März 2010) war ein deutscher Politiker (SED). Er war Oberbürgermeister von Schwerin.

## Leben
Schönbeck war das älteste von drei Kindern des Maurers und aktiven KPD-Mitglieds Willi Ernst Schönbeck und seiner Frau Anna, geb. Gögel. Da der Vater während der nationalsozialistischen Herrschaft meistens inhaftiert war, zog die Mutter 1935 zu ihren Schwiegereltern nach Gumbinnen (Ostpreußen). Dort besuchte Schönbeck seit 1937 die Volksschule. Nach Evakuierung und Flucht kam die Familie 1945 über Zwischenstationen schließlich nach Ludwigslust (Mecklenburg). Zwischen 1946 und 1949 war er zunächst Lehrling, dann Angestellter im Landratsamt Ludwigslust. 1948 trat er der SED bei. 1949/50 besuchte er die Arbeiter-und-Bauern-Fakultät in Rostock mit dem Ziel, anschließend Jura zu studieren, ließ sich aber vorzeitig exmatrikulieren. Von 1951 bis 1952 war Schönbeck Sachbearbeiter beim Staatssekretariat für Materialversorgung der Staatlichen Plankommission in Berlin. Zwischen 1952 und 1955 studierte er an der Deutschen Akademie für Staats- und Rechtswissenschaft in Potsdam-Babelsberg. Sein Studium schloss er als Diplom-Jurist ab.
Von 1956 bis 1960 war er Leiter der Organisations-Instrukteur-Abteilung und Sekretär des Rates des Kreises Perleberg, dann von 1960 bis 1962 Leiter der Organisations-Instrukteur-Abteilung des Rates des Bezirkes Schwerin. Von 1962 bis 1964 fungierte Schönbeck als Vorsitzender des Rates des Kreises Gadebusch, von 1965 bis 1969 als Vorsitzender des Rats des Kreises Lübz. Zur selben Zeit absolvierte er an der Humboldt-Universität zu Berlin ein postgraduales Fernstudium der Territorialökonomie. Von 1969 bis 1971 amtierte er als Oberbürgermeister der Stadt Schwerin. In seine zweijährige Amtszeit fallen die Planungen für das Wohngebiet Großer Dreesch, das Industriegebiet Schwerin-Süd und die touristische Erschließung der Insel Kaninchenwerder. Am 22. April 1971 wurde er nach Differenzen mit der SED-Bezirksleitung als Oberbürgermeister abberufen. Er übernahm anschließend verschiedene Funktionen beim Rat des Bezirkes, zunächst in der Bezirksplankommission, dann als Leiter der neu geschaffenen Leitstelle für Konsumgüter, schließlich von 1975 bis 1990 als Leiter des Büros des Bezirkstages und des Rates des Bezirks. In der Wendezeit arbeitete er an der verwaltungspolitischen Umstrukturierung, v. a. am Aufbau der Landtagsverwaltung mit. Zum Ende des Jahres 1990 wurde ihm gekündigt.
In seinen Funktionen in den Räten der Kreise, als OB sowie später im Rat des Bezirkes war er entweder Vorsitzender der Wahlkommission oder Stellvertreter des Leiters des Wahlbüros. Bei der letzten Volkskammerwahl und Kommunalwahl 1990 hatte er jeweils die Leitung des Wahlbüros des Bezirks Schwerin inne, ebenso bei der Wahl des ersten gesamtdeutschen Bundestages und ersten Landtags von Mecklenburg-Vorpommern am 14. Oktober 1990.
Schönbeck war dreimal verheiratet. Aus den beiden ersten Ehen gingen insgesamt drei Kinder hervor. Eine Tochter Schönbecks ist die Musikwissenschaftlerin Melanie Wald-Fuhrmann.
Nach der Wende veröffentlichte er seine Memoiren („Solange Erinnerungen noch gegenwärtig sind…“, Schwerin: Verlag Reinhard Thon 1999), in denen er sich trotz seiner weiterhin grundsätzlich zustimmenden Einstellung zum Sozialismus kritisch über verschiedene Aspekte der Politik der DDR äußert, u. a. zu den Manipulationen von Wahlergebnissen.

## Werke
- Franz Schönbeck: Solange Erinnerungen noch gegenwärtig sind…, Schwerin: Verlag Reinhard Thon 1999